# Atlantis FC
Der Atlantis Football Club ist ein finnischer Fußballverein aus Helsinki, der 1995 aus der Fusion der Helsinkier Vereine Johanneksen Dynamo und dem FC Norssi hervorging.
Atlantis FC spielt seit 2017 in der Kolmonen, der vierthöchsten Liga in Finnland.

## Geschichte
Nach der Gründung 1995 nahm der Atlantis FC 1996 erstmals in der dritten Liga am Spielbetrieb teil. 1997 gelang der Aufstieg in die Ykkönen. 1999 erreichte der Klub hier die Relegation zum Aufstieg in die höchste Liga, der Veikkausliiga, doch scheiterte an den Vaasan PS. Ein Jahr später schaffte der Verein dann den Aufstieg. 2001 gewann Atlantis den finnischen Fußballpokal durch ein 1:0 gegen Tampere United und wurde Siebter in der Veikkausliiga. 2002 bekam der Verein finanzielle Probleme und ging bankrott. Den Startplatz in der Veikkausliiga erhielt der neugegründete AC Allianssi. Die zweite Mannschaft von Atlantis FC, die sogenannte Atlantis Akatemia, konnte weiterhin in der dritten Liga am Spielbetrieb teilnehmen und änderte 2003 ihren Namen in Atlantis FC. 2004 stieg der „neue“ Atlantis FC in die Ykkönen auf. In der Saison 2009 stieg der Verein in die Kakkonen und 2016 weiter in die viertklsssige Kolmonen ab.

## Saisonübersicht

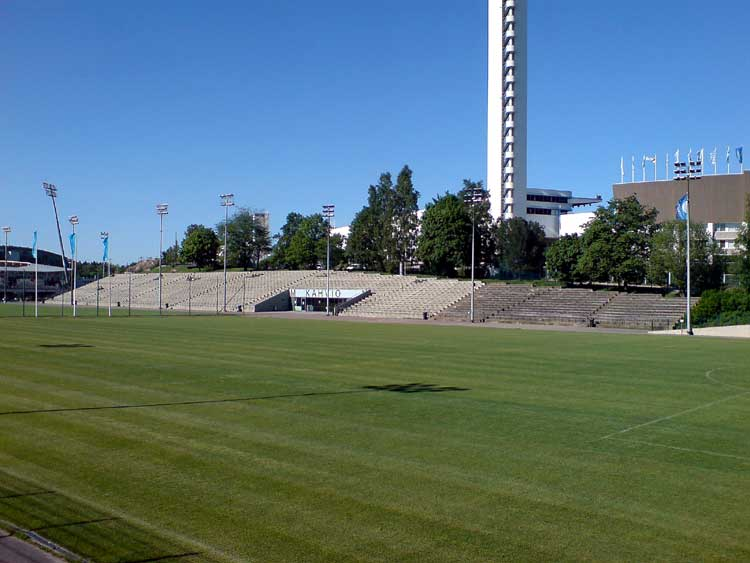
Das Töölön Pallokenttä, im Hintergrund der Turm des Olympiastadions

| Saison | Liga                                                                | Liganame                                | Platz | Bemerkung | Pokal                    | Ligapokal        |
| ------ | ------------------------------------------------------------------- | --------------------------------------- | ----- | --------- | ------------------------ | ---------------- |
| 1996   | 3.                                                                  | Kakkonen, Staffel Süd                   | 3.    |           |                          |                  |
| 1997   | 3.                                                                  | Kakkonen, Staffel Süd                   | 1.    | Aufstieg  |                          |                  |
| 1998   | 2.                                                                  | Ykkönen                                 | 5.    |           |                          |                  |
| 1999   | 2.                                                                  | Ykkönen                                 | 2.    |           |                          |                  |
| 2000   | 2.                                                                  | Ykkönen                                 | 4.    | Aufstieg  |                          | Sieger Ykköscup  |
| 2001   | 1.                                                                  | Veikkausliiga                           | 7.    |           | Sieger                   |                  |
|        | Zwangsabstieg; Nachwuchsteam Atlantis Akatemia übernimmt Nachfolge. |                                         |       |           |                          |                  |
| 2002   | 3.                                                                  | Kakkonen, Staffel Süd                   | 10.   |           |                          |                  |
| 2003   | 3.                                                                  | Kakkonen, Staffel Süd                   | 3.    |           |                          | Sieger Kakkoscup |
| 2004   | 3.                                                                  | Kakkonen, Staffel Süd                   | 1.    | Aufstieg  |                          |                  |
| 2005   | 2.                                                                  | Ykkönen                                 | 7.    |           |                          |                  |
| 2006   | 2.                                                                  | Ykkönen                                 | 3.    |           | 6. Runde (von 10 Runden) |                  |
| 2007   | 2.                                                                  | Ykkönen                                 | 7.    |           |                          |                  |
| 2008   | 2.                                                                  | Ykkönen                                 | 11.   |           |                          |                  |
| 2009   | 2.                                                                  | Ykkönen                                 | 13.   | Abstieg   |                          |                  |
| 2010   | 3.                                                                  | Kakkonen, Staffel A                     | 6.    |           | 3. Runde (von 9 Runden)  |                  |
| 2011   | 3.                                                                  | Kakkonen, Staffel A                     | 8.    |           | 4. Runde (von 10 Runden) |                  |
| 2012   | 3.                                                                  | Kakkonen, Staffel Ost                   | 5.    |           | 7. Runde (von 10 Runden) |                  |
| 2013   | 3.                                                                  | Kakkonen, Staffel Ost                   | 3.    |           | 4. Runde (von 9 Runden)  |                  |
| 2014   | 3.                                                                  | Kakkonen, Staffel Ost                   | 1.    |           |                          |                  |
| 2015   | 3.                                                                  | Kakkonen, Staffel Süd                   | 7.    |           |                          |                  |
| 2016   | 3.                                                                  | Kakkonen, Staffel B                     | 11.   | Abstieg   |                          |                  |
| 2017   | 4.                                                                  | Kolmonen, Helsinki / Uusimaa, Staffel 1 | 3.    |           |                          |                  |
| 2018   | 4.                                                                  | Kolmonen, Uusima, Staffel 3             | 2.    |           |                          |                  |
| 2019   | 4.                                                                  | Kolmonen, Uusima, Staffel 1             | 1.    |           |                          |                  |

## Spielstätte
Der Atlantis FC trägt seine Heimspiele im traditionsreichen Töölön Pallokenttä aus, das direkt neben dem Sonera Stadium und dem Olympiastadion liegt. Es wurde 1915 erbaut und war seinerzeit das erste Fußballstadion in Finnland. Das Stadion war bis in die 1930er Jahre Austragungsort vieler Länderspiele der finnischen Nationalmannschaft. Es wurde 2001 renoviert und fasst heute 4.000 Zuschauer.

## Sonstiges
Gösta Sundqvist, der Sänger der finnischen Band Leevi and the Leavings, gab dem Verein den Namen Atlantis.